# Нааси, Фабиано
Фабиано Джозеф Нааси — танзанийский легкоатлет, бегун на длинные дистанции. Чемпион мира по полумарафону 2005 года с результатом 1:01.08. 

## Карьера
Двукратный серебряный призёр чемпионатов мира по полумарафону в 2003 и 2004 годах. Серебряный призёр чемпионата мира среди юниоров 2004 года на дистанции 10 000 метров. В 2006 году занял 10-е место на Амстердамском марафоне с результатом 2:13.24. В 2008 году занял 4-е место на Рас-эль-Хаймском полумарафоне, установив личный рекорд 59.56.
На Олимпиаде в Афинах занял 10-е место на дистанции 10 000 метров с результатом 28.01,94 и 11-е место в предварительном забеге на дистанции 5000 метров. Принимал участие на Олимпиаде в Пекине, где в беге на 10 000 метров занял 9-е место, показав время 27.25,33.
27 июля на Играх Содружества 2014 года занял 11-е место в марафоне, показав результат 2:15.21.
Участник чемпионата мира 2015 года на марафонской дистанции, занял последнее 42-е место.